# 马朗维尔
马朗维尔（法語：Maranville，法語發音：[maʁɑ̃vil]）是法国上马恩省的一个市镇，属于肖蒙区。

## 地理
马朗维尔（48°8'5"N, 4°51'58"E）面积12.42 平方千米，位于法国大東部大區上马恩省，该省份为法国东北部内陆省份，北起马恩省和默兹省，西接奥布省，西南接科多尔省，东南接上索恩省，东临孚日省。
与马朗维尔接壤的市镇（或旧市镇、城区）包括：瑞旺库尔、欧容河畔隆尚、艾藏维尔、阿祖瓦地区西尔丰泰内、拉维勒讷沃欧鲁瓦、蒙特里、雷讷蓬、沃德雷蒙。

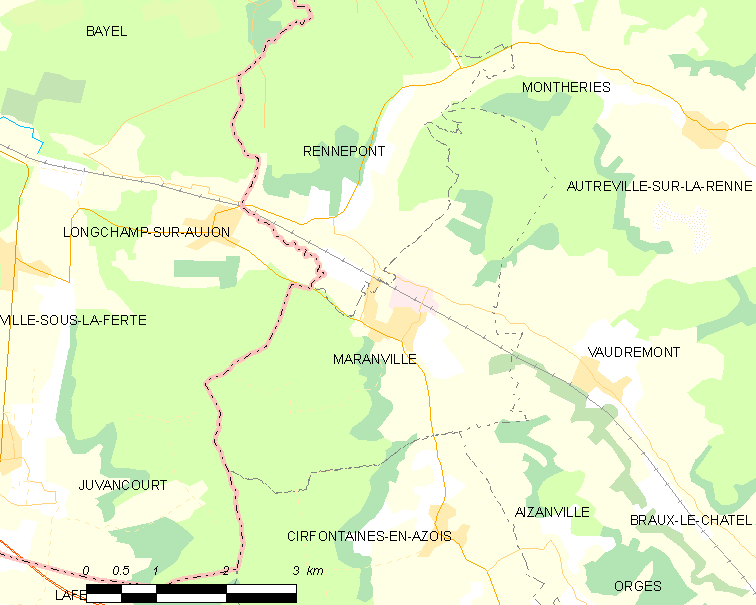
马朗维尔的OSM定位图

马朗维尔的时区为UTC+01:00、UTC+02:00（夏令时）。

## 行政
马朗维尔的邮政编码为52370，INSEE市镇编码为52308。

## 政治
马朗维尔所属的省级选区为沙托维兰县。

## 人口

1962-2008年间马朗维尔人口变化图示

马朗维尔于2022年1月1日时的人口数量为402人。